# Каролінзький меч
Каролінзький меч (також: меч вікінгів або меч епохи вікінгів) — це тип меча, який був поширеним у Західній та Північній Європі в період раннього середньовіччя.
Меч епохи вікінгів або епохи Каролінгів з'явився у 8-му столітті, розвівшись з меровінзького меча (точніше франкськіх мечів 6-7 століття, що походили від римської спати), а протягом 11-12 століття, еволюціонував у лицарський меч романського періоду.

## Термінологія
Незважаючи на те, що цю зброю називають «мечами вікінгів», цей тип меча вироблявся у Франкській імперії в епоху Каролінгів. Асоціація вікінгів з цими мечами пов'язана з місцем знахідок. Найбільша кількість клинків цього періоду була знайдена в язичницьких похованнях Скандинавії епохи вікінгів. Вони були імпортовані шляхом торгівлі, сплати викупу або грабежу, тоді як мечі континентальної Європи здебільшого обмежуються поодинокими знахідками в руслах річок.
До каролінзьких мечів відносять клинки 8-10 століття, екземпляри наступних століть уже відносять до категорії норманських мечів чи до раннього розвитку лицарського меча.

## Історія
В період правління Карла Великого ціна меча (спати) з піхвами була встановлена на рівні семи солідів (це приблизно 1300 доларів США) (Lex Ribuaria).
Мечі все ще були порівняно дорогою зброєю, хоча і не такою ексклюзивною, як в період Меровінгів, і в капітуляріях Карла Великого тільки члени кінноти, які могли дозволити собі володіти та утримувати бойового коня, повинні були бути оснащені мечами. Хроніка Регіно припускає, що до кінця 9 століття меч вважався основною зброєю виключно кінноти.
Існує дуже мало згадок про виробництво мечів епохи Каролінгів. Одна з найвідоміших це згадка про emundatores vel politores (з лат. шліфувальні або полірувальні машини), присутніх у майстернях абатства Сен-Гал . Двоє чоловіків, які точать мечі, один з яких використовує точильний камінь, а інший напилок, показані в Утрехтській псалтирі (фол. 35v).
Меч поступово замінив Seax (ніж, кинджал, маленький меч). Знаходили мечі тільки в руслах річок, де були більшою мірою сприятливі умови для збереження сталі, більшість знахідок все ж припадає на поховання язичницьких народів.
У 9 столітті стала доступною більш якісна сталь, тож зварювання по шаблону вийшло з ужитку. Краща сталь також дозволила виготовляти більш вузькі леза, а мечі 9-го століття мають більш виражене звуження, ніж їхні попередники 8-го століття, що зміщує точку балансу в бік рукоятки.

## Культура
Виготовлення мечів було дуже дорогим. Наявність меча — це ознака високого статусу. Володіння мечем було справою честі. Статусні особи могли мати дорого прикрашені мечі зі срібними вставками та інкрустацією. Більшість воїнів вікінгів мали мечі, оскільки одного рейду зазвичай вистачало, щоб дозволити собі гарне лезо. Вільні люди також володіли мечами, деякі багаті фермери мали коштовно орнаментовані мечі. Бідні селяни використовували замість них сокиру або спис, але після кількох набігів і у них було б достатньо грошей для покупки меча. Один меч, згаданий у Лаксдаль-сазі, оцінювався в півкрони, що відповідало вартості 16 дійних корів. Створення такої зброї було вузькоспеціалізованим заняттям тож багато клинків було імпортовано з іноземних країн, наприклад з Рейнської області. Виготовлення меча займало до місяця. Мечі ставали родинними реліквіями і передавалися з покоління в покоління, чим старшою була зброя, тим ціннішою вважалась.
Місцеві майстри часто додавали власні витончено оздоблені рукоятки, а багатьом мечам давали назви, наприклад, «кусач для ніг» чи «золота рукоять».
Як згадувалося вище, меч настільки цінувався в скандинавському суспільстві, що хороші леза передавали наступними поколіннями воїнів. Існують навіть деякі свідчення з поховань вікінгів про навмисне і, можливо, ритуальне «вбивство» мечів, яке передбачало згинання леза так, що воно було непридатним для своєї першопочаткової функції. Оскільки вікінгів часто ховали зі зброєю, «вбивство» мечів могло виконувати дві функції. Ритуальна — упокоєння зброї разом із воїном, а практична — утримування грабіжників могил від порушення поховання. І справді, археологічні знахідки зігнутих і крихких шматків металевих останків мечів свідчать про регулярне поховання вікінгів зі зброєю, а також про звичність «вбивства» мечів.

## Зберігання в музейних установах України
У Рівненському обласному краєзнавчому музеї перебуває на зберіганні меч, подібний до каролінзських. Знайдений під час археологічних розкопок у 1991 році в с. Дорогобуж Гощанського району Рівненської області. Меч був виявлений на території дитинця городища кінця XI — початку XIII ст. Датується меч кінцем ХІІ — першої половини XIII ст., хоча за конструктивними деталями він може бути віднесений до більш давніх виробів другої половини XI — початку XII ст. Про це свідчить форма навершя та перехрестя, широкий дол на лезі, характерний для мечів епохи вікінгів. Форма руків'я зближує дорогобузький меч з виробами кінця Х-ХІ ст., зокрема, мечами типу Z особливий за класифікацією А. М. Кирпичнікова. Загальна довжина — 87 см, клинок має товщину 71 см і ширину біля перехрестя 5 см. Дол має половину ширини леза. Дугоподібне перехрестя завширшки 9,7 см відігнуте вгору, а навершя руків'я опущене донизу. Воно складається з двох частин, має розміри 7,6×5,3 см. На стержень руків'я надягнута срібна трубка завдовжки 7,7 см, діаметром 2,1-2,5 см. Вона прикрашена рослинним орнаментом, виконаним у техніці чернь. В основі орнаментації композиції трипелюстковий паросток («крин»), від нього симетрично відходять рослинні пагони («лоза»). Перехрестя і навершя меча були інкрустовані сріблом. Тріщини у трубці і часткові втрати свідчать про тривале використання цієї зброї.